# 高铎 (明朝)
高铎，字鸣道，山西绛州（今新绛）人。明朝政治人物、进士。

## 生平
洪武十八年（1385年），高铎中式乙丑科三甲第一百七十四名進士。后历任刑部侍郎、佥都御史。其才能优秀，为朝廷内外人士所倚重。卒后赠刑部尚书。